# Avinguda d'Ausiàs March (València)
l'avinguda d'Ausiàs March és una via urbana de València. Està situada entre l'avinguda de Peris i Valero i la Ronda sud, i és la via principal d'accés a la ciutat des del sud, enllaçant amb la pista de Silla. Rep el nom d'Ausiàs March, poeta valencià nascut el 1400 a Beniarjó.
L'avinguda corre entre dos monuments civils molt coneguts a la ciutat: al nord, la Font Pública, per Miquel Navarro; i al sud, les Ànfores. l'Avinguda tindrà aviat una parada de la línia 2 de tramvia amb el nom d'Ausiàs March. Serveix els barris d'En Corts, Na Rovella, Malilla i la Font de Sant Lluís.